# Naogaon (distrikt)
Naogaon District är ett distrikt i Bangladesh.   Det ligger i provinsen Rajshahi, i den nordvästra delen av landet, 190 km nordväst om huvudstaden Dhaka. Antalet invånare är 2 600 157. Arean är 3 436 kvadratkilometer.
Terrängen i Naogaon är mycket platt.